# Kalle Stropp, Grodan Boll och deras vänner
Kalle Stropp, Grodan Boll och deras vänner è un film svedese del 1956 diretto da Hasse Funck. Il film vede come protagonisti i personaggi creati da Thomas Funck: la cavalletta Kalle Stropp e la rana Grodan Boll. Il film ha due seguiti: il cortometraggio Kalle Stropp och Grodan Boll räddar Hönan (1987) e il lungometraggio Kalle Stropp och Grodan Boll på svindlande äventyr (1991), entrambi diretti da Jan Gissberg.